# Бережне (Конотопський район)
Бережне́ — село в Україні, у Бочечківській сільській громаді Конотопського району Сумської області. Населення становить 214 осіб.

## Географія
Село Бережне розташоване на правому березі річки Єзуч, вище за течією на відстані 7 км розташоване село Гвинтове (Буринський район), нижче за течією на відстані 7 км розташоване село Червоний Яр, на протилежному березі — село Кросна (ліквідоване у 1995 році).

## Історія
Село засноване 14 жовтня 1923 року вихідцями з Козацького (на той час Свіччина Дуброва) Путивльського повіту Курської губернії. Назву село отримало від прізвища Пилипа Бережного — першого переселенця. Будинок його, збудований у 1924 році, зберігся й донині. Село простяглося вздовж заболоченого русла річки Єзуч. Всього переселилося 80 сімей, однак кількість населення швидко зростала.
Село постраждало внаслідок геноциду українського народу, проведеного окупаційним урядом СРСР 1923—1933 та 1946—1947 роках.
Медичне обслуговування забезпечував фельдшерсько-акушерський пункт, відкритий у 1934 році на приватній квартирі, а в 1954 році для нього було збудоване приміщення, яке використовується й нині. У 1956 році було відкрито пологовий будинок, який працював до 1965 року. З 1924 року в селі працює відділення зв'язку.

## Населення

### Мова
Розподіл населення за рідною мовою за даними перепису 2001 року:
| Мова            | Кількість | Відсоток |
| --------------- | --------- | -------- |
| українська      | 205       | 95.79%   |
| російська       | 5         | 2.34%    |
| білоруська      | 1         | 0.47%    |
| інші/не вказали | 3         | 1.40%    |
| Усього          | 214       | 100%     |

## Гідрологічний заказник Гружчанський
Цікавою особливістю села Бережне є гідрологічний заказник місцевого значення Гружчанський, який займає площу 1323 га на південь від села. Це виток річки Єзуч, а також сім видів рослинності і чотири види тварин, занесених до Червоної книги України, а також найбільша популяція дикого кабана в області.

## Відомі люди
- Волков Павло Порфирович — міністр автомобільного транспорту Української РСР. Депутат Верховної Ради УРСР XI скликання. Кандидат у члени ЦК КПУ у 1986—1990 рр. Заслужений працівник транспорту України, дійсний член Транспортної академії України, засновник Всеукраїнського громадського об'єднання «Спілка ветеранів автомобільного транспорту України».